# 橋本悠督
橋本 悠督（はしもと ゆうすけ、1972年5月17日 - ）は、日本のフリーアナウンサー。

## 来歴
板前の仕事を6年務めていたが、しゃべりの世界への夢を抱きアナウンサーの世界へ飛び込む。
関西や名古屋のFM放送のパーソナリティーを経て、1999年頃から競輪中継に携わるようになる。以前は小倉競輪場で開催されるミッドナイト競輪の中継においてMCと実況を兼務し、解説の武田圭二と軽妙なトークを繰り広げていたほか、毎年11月下旬に開催される朝日新聞社杯競輪祭では2013年から2019年まで開催期間を通して実況を担当していた。また、「坂上忍の勝たせてあげたいTV」《日本テレビ系列》でも、2016年のKEIRINグランプリ2016と2023年の第77回日本選手権競輪以降のほとんどを担当。この他、全日本プロ選手権自転車競技大会のインターネット配信でも実況を務める。
かつては、岸和田競輪場ではレース実況とBBキャスターを、奈良競輪場ではレース実況を、京都向日町競輪場で開催がある際は中継番組の司会をつとめていた。これらの競輪場では、実況やMCの担当から外れた後もイベント等で登場している。2017年12月31日にはおよそ7年ぶりに岸和田競輪場でレース実況を行った。その他にも、佐世保競輪場や富山競輪場でもインターネット放送などに出演することがある。
2016年11月にアナウンス事務所「オフィスフリートーク」（合同会社フリートーク）を設立し、代表に就任。

## その他
- ミッドナイト競輪の中継番組では自ら予想をして車券も購入しているが、その結果からニコニコ生放送などを通じて中継を視聴している人たちからは「デス目のハッシー」などと呼ばれ[3]、予想自体も「芸術的なデス目予想」とまで言われるようになっている[4]。

- 2014年8月13日に山陽オートレース場で『TOG橋本悠督カップ』と呼ばれる冠レースが開催された[5][6]。

## 過去の出演番組
- まいど!火曜日はKEIRIN（サンテレビジョン制作の競輪番組）
- 浜松オートレースの実況
- 橋本悠督のHITS TOWN（エフエム愛知）
- FUNKY JAMS 802（FM802）
- i-MAGINARY PLANET（エフエム京都）
- e-reqest558（ラジオ関西）

など